# Sigmatomera (Sigmatomera) geijskesana
Sigmatomera (Sigmatomera) geijskesana is een tweevleugelige uit de familie steltmuggen (Limoniidae). De soort komt voor in het Neotropisch gebied.